# Juan Manuel Blanes
Juan Manuel Blanes (8. lipnja 1830. – 15. travnja 1901.) bio je ugledni urugvajski slikar realizma. 

## Život i rad
Blanes je rođen 1830. godine u Montevideu,. Odgajala ga je majka s kojom se u ranim tinejdžerskim godinama preselio u selo. Blanes se u ovom trenutku zainteresirao za crtanje, a ubrzo nakon toga angažiran je kao ilustrator Montevideovog dnevnog lista El Defensor de la Independencia Americana. Zarađujući dodatni prihod crtanjem akvarela, vratio se majci i 1854. osnovao svoj prvi atelje.  
Oženio se Marijom Linari, a par se 1855. godine nastanio u Saltu, gdje je Blanes radio kao portretni slikar. Preselili su se u Concepción del Urugvaj u Argentini 1857. godine, a argentinski predsjednik Justo José de Urquiza Blanesu je naredio da dovrši niz portreta, alegorija i pejzaža. Vrativši se u Montevideu 1861. godine, talentirani slikar dobio je stipendiju od vlade Urugvaja i s njom otputovao u Firencu gdje je do 1864. studirao pod mentorstvom Antonija Ciserija. 
Iskustvo je postalo vrijedna posjetnica za Blanesa, koji je postao jedan od najtraženijih urugvajskih portretista. Izbijanje epidemije žute groznice u Buenos Airesu 1871. godine nadahnulo ga je danapravi svoje prvo poznato djelo. Njegov portret argentinskog generala iz rata za neovisnost, Joséa de San Martína također je bio uspješan u Argentini, a Blanes je pozvan u Čile da prikazuje povijesni prikaz.  

### Djela od urugvajskog nacionalnog značaja
Vrativši se u Urugvaj, Blanes je naslikao portret Zakletva trideset tri orijentalista, članova revolucionarne avangarde čija je pobuna protiv brazilskih vlasti 1828. godine rezultirala neovisnošću Urugvaja.1877. godine vraća se u Firencu, gdje dovršava Bitku kod Sarandíja, još jednu prekretnicu iz urugvajske povijesti. Ova djela, ali i njegovi seoski portreti iz života u domovini, nisu pobudili zanimanje koje je očekivao u Italiji, a Blanes se početkom 1880-ih vratio u Montevideu.  
Blanes je nastavio raditi na portretima, koji su bili popularni među lokalnom plemstvom. Među najistaknutijim bio je portret predsjednika Máxima Santosa, kojeg su njegovi prijatelji naručili kao dar. Najpoznatiji iz tog kasnijeg razdoblja, međutim, bio je Artigas en la Ciudadela, omaž jednom od rodoljuba Urugvaja, Joséu Gervasiou Artigasu. 

### Kasniji život i nasljeđe
Nakon tog uspjeha uslijedila je 1889. smrt Blanesove supruge, a on i njegov mlađi sin Nicanor sljedeće dvije godine proveli su u Rimu, gdje je njegov stariji sin Juan Luis i ostao živjeti. 
Sam se vratio u Urugvaj i nastavio stvarati povijesnu i pejzažnu umjetnost. Nekoliko godina kasnije Juan Luis poginuo u nesreći i 1899. godine, a Nicanor je nestao u Pisi. Blanes je požurio u toskanski grad u nadi da će pronaći svog sina. Tražući ga gotovo dvije godine, 70-godišnji Blanes umro je u rezidenciji Vía di Mezzo.  
Grad Montevideo osnovao je 1930. godine Muzej likovnih umjetnosti i nazvao ga u njegovu čast; mnoga njegova najpoznatija djela izložena su i u Nacionalnom muzeju vizualnih umjetnosti. 

## Slike
- Žuta groznica
- Paragvajka
- José Gervasio Artigas
- Zakletva trideset tri orijentalista

## Vanjske poveznice
- Gradski muzej likovnih umjetnosti Juan Manuel Blanes
- Nacionalni muzej vizualnih umjetnosti, Montevideo: Blanes